# Strenznaundorf
Strenznaundorf ist ein Ortsteil der Stadt Könnern im Salzlandkreis in Sachsen-Anhalt.

## Geschichte
Im Mittelalter existierte südöstlich noch das Dorf Schlewe, welches dann allerdings wüstfiel.
Die Orte Strenz und Naundorf gehörten zum Saalkreis des Erzstifts Magdeburg. Sie standen unter der Gerichtsbarkeit einer Linie der Familie von Krosigk, die ihren Sitz in Gnölbzig hatte. Bei einer Erbteilung im Jahr 1664 erhielt Heinrich von Krosigk die Stadt und das alte Schloss Alsleben sowie die umliegenden Ortschaften Piesdorf, Strenz, Naundorf, Nelben und Gnölbzig. Mit dem Anfall des Erzstifts Magdeburg an Brandenburg-Preußen wurden 1680 die Kurfürsten von Brandenburg (ab 1701 Könige in/von Preußen) neue Landesherren des nun „Herzogtum Magdeburg“ genannten Gebiets. Im August 1755 kaufte der aus Braunsforth in Pommern stammende Kammerpräsident Christoph Heinrich von Wedel die Rittergüter Gnölbzig und Piesdorf, sowie die Orte Gnölbzig, Nelben, Strenz und Naundorf. Strenz und Naundorf gehörten zu dieser Zeit zum Rittergut Piesdorf.
Mit dem Frieden von Tilsit wurden Strenz und Naundorf im Jahr 1807 dem Königreich Westphalen angegliedert und dem Distrikt Halle im Departement der Saale zugeordnet. Beide Orte gehörten zum Kanton Alsleben. Nach der Niederlage Napoleons und dem Ende des Königreichs Westphalen befreiten die verbündeten Gegner Napoleons Anfang Oktober 1813 den Saalkreis. Bei der politischen Neuordnung nach dem Wiener Kongress 1815 wurden Strenz und Naundorf im Jahr 1816 dem Regierungsbezirk Merseburg der preußischen Provinz Sachsen angeschlossen und dem Mansfelder Seekreis zugeordnet. Im 19. Jahrhundert erfolgte der Zusammenschluss beider Orte zu Strenznaundorf.
Mit der ersten Kreisreform in der DDR wurde Strenznaundorf im Jahr 1950 dem Landkreis Bernburg angegliedert. Durch die zweite Kreisreform in der DDR im Jahr 1952 kam der Ort zum Kreis Bernburg im Bezirk Halle, der 1990 zum Landkreis Bernburg wurde und 2007 im Salzlandkreis aufging. Die Gemeinde Strenznaundorf gehörte zur Verwaltungsgemeinschaft Alsleben und lag im Landkreis Bernburg. Durch die Eingemeindung nach Könnern am 1. Januar 2005 verlor Strenznaundorf seine politische Selbstständigkeit.

## Politik

### Wappen
Das Wappen wurde 1994 vom Magdeburger Kommunalheraldiker Jörg Mantzsch gestaltet. Es zeigt symbolisch die Vereinigung des deutschen Dorfes Naundorf, dargestellt durch den Mann in deutscher Festtagskleidung des einfachen Volkes der Region, mit der slawischen Siedlung Strenz, dargestellt durch das Mädchen in ihrer typischen Tracht.

## Verkehr
Strenznaundorf liegt nahe der Bahnstrecke Halle–Vienenburg. Die nächsten Haltepunkte sind Belleben und Könnern.

## Persönlichkeiten
- René Reinicke (1860–1926), Maler und Illustrator,  geboren in Strenznaundorf